# Lieven Verschaffel
Lieven Verschaffel (Eeklo, 1957) is een Belgische instructiepsycholoog, gespecialiseerd in de psychologie van het reken/wiskundeonderwijs. Na een loopbaan als onderzoeker van het Nationaal Fonds voor Wetenschappelijk Onderzoek, werd hij in 2000 gewoon hoogleraar aan de Faculteit Psychologie en Pedagogische Wetenschappen van de KU Leuven.
Verschaffels onderzoek situeert zich op een brede waaier van thema’s rond het leren en onderwijzen van wiskunde op de basisschool. Zoals het ontluikend getalbegrip bij jonge kinderen, hoofdrekenen en schattend rekenen, de overgang van natuurlijk naar rationaal getalbegrip, het oplossen van wiskundevraagstukken, proportioneel redeneren en pre-algebra. Voor dit onderzoek werkt hij meestal samen met het Leuvens Centrum voor Instructiepsychologie en -technologie.
Daarnaast verricht hij ook onderzoek op het terrein van de muzikale opvoeding, geschiedenis en vreemde talen.
Lieven Verschaffel maakt deel uit van de redactie van een tiental wetenschappelijke tijdschriften voor onderwijspsychologie en wiskundedidactiek. Hij is editor van de internationale boekenreeks New Directions in Mathematics and Science Education (Sense Publishers).
Hij is sinds 2009 lid van de Koninklijke Vlaamse Academie van België voor Wetenschappen en Kunsten en sinds 2010 van de Academia Europaea.

## Publicaties
- Crahay, M., Verschaffel, L., De Corte, E., & Grégoire, J. (Eds.). (2005). Enseignement et apprentissage des mathématiques. Que disent les recherches psychopédagogiques? Bruxelles: De Boeck.
- De Corte, E., Greer, B., & Verschaffel, L. (1996). Learning and teaching mathematics. In D. Berliner & R. Calfee (Eds.), Handbook of educational psychology (pp. 491-549). New York: Macmillan.
- Star, J. R., & Verschaffel, L. (2017). Providing support for student sense making: Recommendations from cognitive science for the teaching of mathematics. In J. Cai (Ed.), Compendium for research in mathematics education. (pp. 292-307). Reston, VA: National Council of Teachers of Mathematics.
- Verschaffel, L., & De Corte, E. (Red.) (1995). Naar een nieuwe reken/wiskundedidactiek voor de basisschool en de basiseducatie (Deel 1-4). Brussel/Leuven: Studiecentrum Open Hoger Onderwijs/ACCO.
- Verschaffel, L., Greer , B., & De Corte, E. (2007). Whole number concepts and operations. In F. K. Lester (Ed.), Second handbook of research on mathematics teaching and learning (pp. 557-628). Greenwich, CT: information Age Publishing.
- Verschaffel, L., Greer, B., & Torbeyns, J. (2006). Numerical thinking. In A. Gutteriez & P. Boero (Eds), Handbook of research on the psychology of mathematics education. Past, present, and future (pp. 51-82). Rotterdam: Sense Publishers.
- Verschaffel, L., Greer, B., De Corte, E. (2000). Making sense of word problems. Lisse, The Netherlands: Swets & Zeitlinger.
- Verschaffel, L., Greer, B., Van Dooren, W., & Mukhopadhyay, S. (Eds) (2009). Words and worlds: Modelling verbal descriptions of situations. Rotterdam: Sense Publications.